# Бухарская операция (1920)
Бухарская операция 1920 года — боевые действия частей Красной Армии Туркестанского фронта под командованием М. В. Фрунзе при поддержке национальных формирований, представлявших движение младобухарцев и бухарских коммунистов, осущестлявшиеся 29 августа — 2 сентября 1920 года во время Гражданской войны с целью свержения бухарского эмира. 
Армия эмира (16 тыс. чел.) занимала главными силами район Старой Бухары и отдельными отрядами — Хатырчи и Кермине. В районе перевала Тахтакарача, Шахрисабза и Карши действовали отряды бухарских беков (свыше 27 тыс. чел.). 23 августа младобухарцы и бухарские коммунисты начали восстание в Чарджуйском бекстве и обратились за помощью к Туркестанской советской республике. 
Бухарская операция началась взятием 29 августа советскими войсками совместно с восставшими Старого Чарджуя. Созданный в Чарджуе ревком обратился к населению Бухары с призывом к борьбе против эмирата. 2 сентября штурмом была взята Старая Бухара, а 8 октября 1920 года была провозглашена Бухарская Народная Советская республика. Бухарская операция под командованием Фрунзе М. В. в 1920 году положила начало ряду операций Красной Армии в Бухаре и в последующие годы. Эти операции имели своей целью либо закрепить первоначальный успех Бухарской операции, либо подавление местных очагов сопротивления. Сложные природные условия и национальная специфика придавали этим операциям длительный характер.

## Политическая ситуация накануне

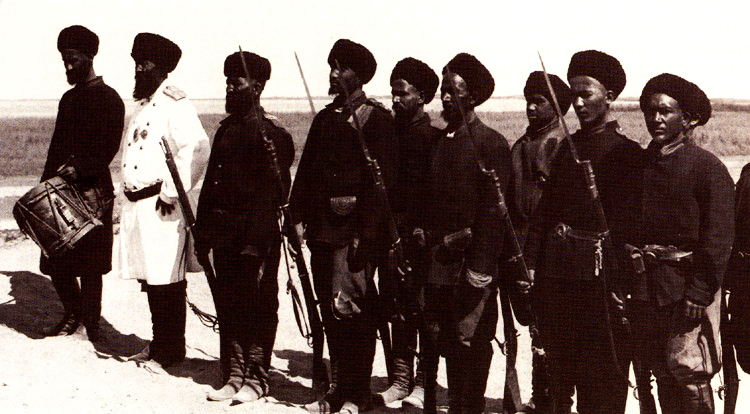
Взвод бухарской армии. Фото неизвестного мастера, нач. XX в.

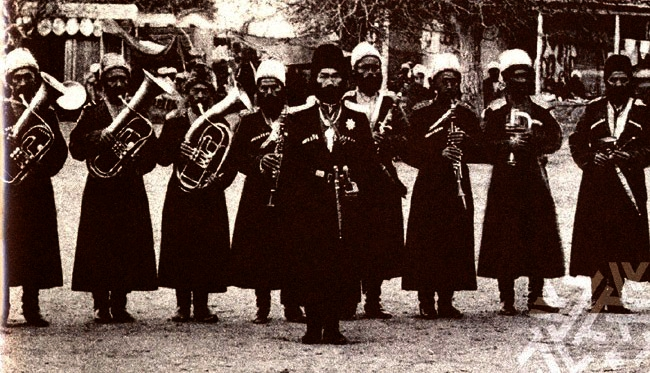
Военный оркестр бухарского эмира. Почтовая открытка анонимного издательства после 1909 г.

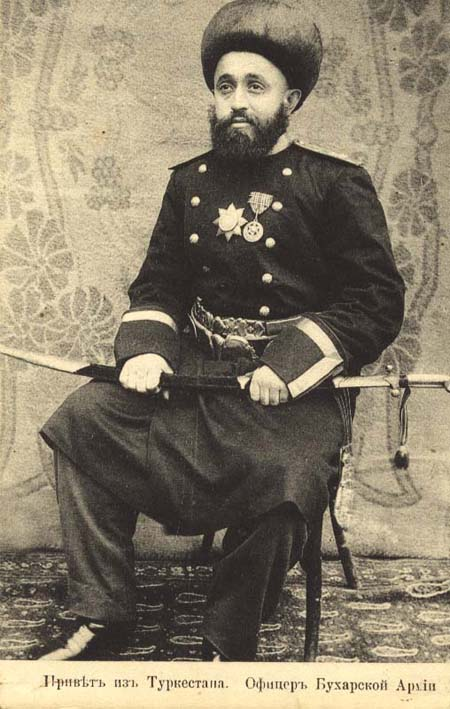
Бухарский офицер. нач. XX века

К весне 1920 г. наметился перелом в борьбе за власть в Средней Азии. Была восстановлена связь Туркестанской республики с основной территорией Российского государства. 4-я армия Туркестанского фронта ликвидировала очаги сопротивления в Закаспийской области. В Ферганской области на сторону большевиков переходит один из самых ярких лидеров басмаческого движения — Мадамин-бек. Относительному усмирению края способствовало и изменение политики большевиков в Туркестане, активное привлечение к управлению национальных кадров. Летом 1920 года войска Красной Армии ликвидировали Хивинское ханство, на месте которого образовалась просоветская Хорезмская Народная Советская Республика. Но до мира ещё было очень далеко. В Ферганской долине ещё продолжали сопротивление басмачи, продолжались крестьянские и казацкие выступления в Семиречье, связавшие в 1920 году силы 3-й Туркестанской дивизии, постоянная опасность угрожала Хорезмской республике со стороны лидера туркмен Джунаид-хана. К тому же на Красной армии лежала задача охраны сухопутных границ советского Туркестана на протяжении нескольких тысяч километров. Помимо борьбы с басмачеством, руководство РСФСР ставило своей целью утвердить советское влияние в Средней Азии в противовес Великобритании, которая проводила активную политику в соседнем Афганистане, что также служило одним из поводов для свержения эмира.
После неудачной попытки лидера туркестанских большевиков Колесова совместно с отрядом младобухарцев свергнуть правительство эмира, между Бухарой и Ташкентом воцарилось перемирие, за фасадом которого обе стороны готовились к решительной схватке. Правительство бухарского эмира всесторонне занималось укреплением собственных вооружённых сил. Проэмирски настроенные священнослужители всё чаще и чаще призывали прихожан к газавату. В феврале 1920 г. правительство эмира провело мобилизационную кампанию. При дворе эмира находили себе убежище бывшие офицеры царской армии и участники Белого движения. Правительство Туркестанской республики тем временем всячески пыталось объединить все антиэмирские силы, что отчасти увенчалось успехом. К 1920 году заметно усилилось левое крыло младобухарцев во главе с Файзуллой Ходжаевым. В августе 1920 года в ряде городов Бухарского ханства произошли вооружённые выступления с обращениями повстанцев за помощью к правительству Туркестана. Между тем, до поры до времени и та, и другая сторона пыталась сохранить видимость нейтралитета. Ещё в марте 1920 года Фрунзе заявил на встрече с эмиром, что Советская Россия «в величайшей степени заинтересована в территориальной неприкосновенности Бухары».

## Вооружённые силы, их дислокация и план операции

#### Бухарская армия
В 10-х числах августа эмир стягивает к Бухаре значительные регулярные и иррегулярные силы (около 30 — 35 тысяч). Вооружённые силы эмира к 20 августа 1920 г. состояли из частей регулярной армии и иррегулярного ополчения. Силы регулярной армии определялись в 8725 штыков и 7580 сабель при 23 лёгких орудиях и 12 пулемётах. Иррегулярные силы, выставляемые областными правителями (беками), по приблизительному подсчёту исчислялись в 27 000 штыков и сабель при 2 пулемётах и 32 орудиях. Артиллерия в большинстве состояла из устаревших образцов (например, гладкоствольных чугунных пушек, стрелявших чугунными или каменными ядрами). Боевые качества, обучение солдат и командного состава армии эмира были на низком уровне. Армия комплектовалась наёмниками, а попытка пополнить армию путём обязательного призыва не дала ожидаемых результатов. Набор в армию был произведён путём принудительной развёрстки по сельским общинам. Последние во многих случаях либо избавлялись этим путём от нежелательного для них элемента, либо допускали ряд злоупотреблений, назначая в армию членов малоимущих семейств, без учёта их семейного и материального положения.
К моменту решительных боевых действий основные силы эмира были сосредоточены в 2-х местах. Регулярная бухарская армия — в столице Старой Бухаре и её ближайших окрестностях. Войска беков в районе Китаб — Шахрисябз, прикрывая перевал Тахтакарача. Через этот перевал проходил самый короткий и удобный путь от города Самарканда внутрь страны, через Гузар на Термез, приспособленный для колёсного движения на всём своём протяжении.

#### Красная армия
Командование Туркестанским фронтом могло выделить для операции 6000 — 7000 штыков, 2300 — 2690 сабель, 35 лёгких и 5 тяжёлых орудий, 8 бронеавтомобилей, 5 бронепоездов и 11 самолётов. В этот подсчёт не входят национальные воинские формирования на территории Туркестана и революционно настроенные отряды младобухарцев и бухарских коммунистов на территории Бухары.

#### План операции и приказ Фрунзе от 13 августа 1920.
Командующий Туркестанским фронтом Фрунзе М. В., несмотря на пассивное сопротивление возможной войне с Бухарой ряда местных советов, начинает активную подготовку к свержению эмира. Главной целью военной операции должна была стать густонаселённая долина р. Зеравшана с политическим и административным центром Бухарой и район Шахрисябз с центром в городе Гузар. Удар по Старой Бухаре также был нацелен на разгром основных сил эмира.
13 августа 1920 Фрунзе в приказе войскам Туркестанского фронта указал, что общая политическая обстановка требует от Красной Армии готовности выступить активно, когда этого потребуют интересы революции. В предвидении этого выступления в районе г. Новый Чарджуй сосредоточивалась Чарджуйская группа в составе 1-го пехотного полка, 1 дивизиона текинской конницы и 1-го дивизиона лёгкой артиллерии. Этот отряд усиливался, кроме того, отрядом бухарских революционных войск Кульмцхаметова; в подчинение начальника отряда поступали также Амударьинская флотилия и красные гарнизоны городов Чарджуя, Керки и Термеза.
В задачу отряда входило закрепление за собой ближайших окрестностей Чарджуя и занятие г. Каракуля, лежавшего вблизи линии железной дороги на полпути от Чарджуя к Старой Бухаре. Особому вниманию начальника отряда поручалась железнодорожная линия на его участке. В то же время флотилия должна была нести крейсерство по р. Амударье на участке от укрепления Керки до укрепления Термез, не допуская никаких переправ на этом участке реки ни в ту, ни в другую сторону. Чарджуйская группа в оперативном отношении подчинялась Самаркандской группе. Эта последняя распределялась на 3 отдельных группы: Каганскую, в составе всех частей, составлявших гарнизон г. Новой Бухары (Кагана) (7 стрелковых полков, 3 1/2 полка конницы, 40 лёгких и 5 тяжёлых орудий, по материалам т. Рождественского) и г. Карши; в состав этой группы должны были поступить и прибывающий из Туркестана 4-й кавалерийский полк и 1-й Восточномусульманский стрелковый полк; в задачу этой группы должно было войти овладение г. Старой Бухарой. Катта-Курганская группа в составе 2-го Интернационального кавалерийского полка со взводом артиллерии и отрядом бухарских революционных войск должна была сосредоточиться в г. Катта-Кургане не позднее 15 августа; предполагалось в нужное время занять ею Хатырча и Зиаэтдин, а в дальнейшем — г. Кермине. Наконец, на собственно Самаркандскую группу в составе 3-го Туркестанского стрелкового полка 1-й Туркестанской кавалерийской дивизии, отдельной тюркской кавалерийской бригады и инженерной роты возлагалось в случае необходимости разбить бухарские войска на Шахрисябз-Китабском направлении и прочно занять район р. Кашкадарья.
В дальнейшем в приказе указывались распределение и сроки сосредоточения технических частей и авиации. Весьма характерно указание приказа о порядке сосредоточения Каганской группы. Части, назначенные для её усиления, должны были появиться в г. Кагане совершенно неожиданно для противника, пройдя территорию Бухары в эшелонах в течение ночи.
Таким образом, Фрунзе задался двумя целями: он стремился одним ударом покончить с политическим центром бухарского эмирата и её надёжнейшей опорой в виде регулярной армии, выбирая объектом своих действий Старую Бухару. С другой стороны, он выбирает целью своих действий значительное скопление сил противника, образовавшееся в Шахрисябз-Китабском районе. Оставить его без внимания или ограничиться выставлением против него заслона не представлялось возможным. Однако при существовавшем уже численном неравенстве для этого приходилось ещё более ослабить силы, предназначенные для действий против столицы. Отдавая себе полный отчёт в этом, командование фронтом уравновешивает численное неравенство сил группировкой вдоль линии железной дороги. Последняя была полностью в руках Красной армии, что давало возможность сосредоточения ударных сил в нужном месте и в нужное время. Кроме того, внимание противника и его силы отвлекаются на 2 противоположных направления: на Самаркандское и на Чарджуйское. В создавшемся исходном положении для обеих сторон армия эмира находилась уже в стратегическом окружении ещё до начала военных действий, и командованием Туркфронта приняты были все меры, чтобы это стратегическое окружение быстро превратить в тактическое.
Пространственность театра, его бездорожье, безводность, трудные климатические условия — все вместе взятое должно было влиять на длительность и трудность операций, если предоставить противнику время для использования всех этих свойств в выгодную для себя сторону. Характерные особенности театра допускали движения и действия значительных войсковых частей лишь по определённым направлениям. Эти направления иногда были значительно удалены друг от друга. Отсюда вытекает значение вопроса связи и трудности её организации и поддержания. В подобных условиях управление не могло иметь характера точного регулирования движения войск по дням, с постановкой им определённых задач на каждый день. В области управления упор делался на проявление самодеятельности начальника, давая ему общую идею операции и предоставляя широкую инициативу в её выполнении. Если под этим углом зрения оценить все распоряжения М. В. Фрунзе для Бухарской операции, то мы увидим, что они вполне отвечали этим характерным условиям театра.

## Природные условия и население

#### Природные условия и трудности военного похода
Естественными границами Бухарского эмирата на севере являлся Гиссарский хребет, отделяющий её от Туркестана, на юге — р. Амударья, служащая на значительном протяжении её границей с Афганистаном, на востоке — возвышенное и бесплодное плоскогорье переходящее в горные цепи Памира и на западе — песчаная пустыня, переходящая в пределы Хивы. К западу от Гузара страна имеет равнинно-степной характер, причём к западу от долины Зеравшана равнина переходит в песчаную пустыню, постепенно надвигающуюся на Бухару со стороны Хивы и в те годы ежегодно отвоёвывающую у культуры некоторое пространство. Этот равнинный характер западной части страны не меняется отдельно брошенным в неё, с северной её части, небольшим массивом Нур-Атинских гор. Животная и растительная жизнь в Бухарском эмирате сосредоточена вблизи рек на пространствах, искусственно орошаемых водой, отводимой от этих рек. Эти оазисы в пустыне являлись обычно чрезвычайно густо заселёнными, что определяет неравномерное распределение населения.
Климат страны резко континентальный. Летом жара достигает 55°. Низкие и болотистые места, а также рисовые плантации являются рассадником губительной тропической малярии, от которой сильно страдали неакклиматизированные войска.
Главнейшие водные артерии: Зеравшан, Амударья, Кашкадарья. Эти реки образовали как бы рамку, внутри которой разыгрались наиболее решительные операции. Главное затруднение для движения и действий войск на этом театре по всем направлениям возникает не из-за свойства рельефа местности, а из-за безводности многих районов. Безводность же определяет и их пустынность, а следовательно — невозможность рассчитывать на местные средства для продовольствия людей и животных. Наибольшее значение в ходе предстоявших операций имели правые притоки р. Амударьи, пересекающие главнейшие пути вторжения в Восточную Бухару. Общей характерной их особенностью являются чрезвычайно бурное и быстрое течение, быстрые подъёмы воды (каждые сутки) в зависимости от дневного таяния снегов на Гиссарском хребте, откуда все они берут свои истоки, изменчивые и непостоянные броды.

#### Население эмирата, его социальный и национальный состав

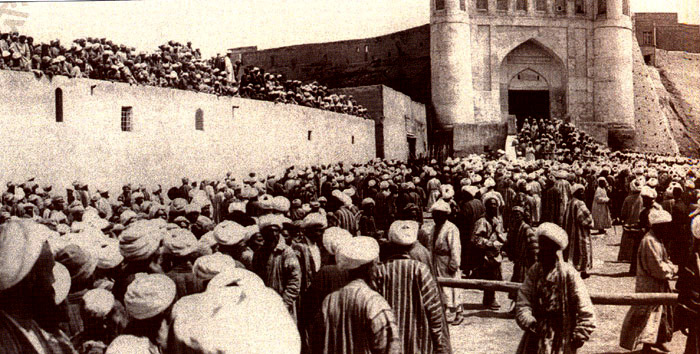
Регистан перед Арком. Фото неизвестного мастера, нач. XX в.

Племенной состав населения, примерно определяемый общей численностью в 4-5 млн чел., был довольно разнообразен. Преобладающей национальностью преимущественно в западной части страны и господствующей на всём её пространстве являлись узбеки. Левый, а местами и правый берег реки Амударьи был населён туркменами. В Восточной Бухаре преобладают таджики; отдельным оазисом в их гуще в верховьях р. Кашкадарья вкраплено горное воинственное племя локайцев (узбекского корня). В районе Куляба и Бальджуана попадаются кочевья киргизов. В крупных торговых центрах к этим основным племенам примешиваются персы, евреи, русские, особенно многочисленные в г. Бухаре и в городах по р. Амударье.
В социальном отношении Бухара характеризовалась как страна преимущественно мелко-крестьянская. В культурных районах преимущественное занятие массы сельского населения — земледелие; в степях — скотоводство. Городской пролетариат находился в зачаточном состоянии. Мелкая и средняя торговая буржуазия также сосредоточивается в крупных центрах. Туземная интеллигенция была немногочисленна. Сословие духовенства напротив было многочисленно и имело влияние в массах; в среде молодых священнослужителей было заметное количество сторонников младобухарцев, которые до некоторой степени готовы были участвовать в свержении эмира.
Культурный уровень населения, с точки зрения европейцев, был низок и падал по мере продвижения на восток, где население ещё не вполне приобрело привычку оседлости и легко отказывалось от неё.

#### Транспортные пути
В Западной Бухаре преобладали колёсные, в Восточной — почти исключительно вьючные пути. Последние в горных районах во многих местах были устроены в виде карнизов, лепившихся по рёбрам отвесных скал и висевших над пропастями. При продвижении по таким карнизам следовало опасаться, чтобы противник не разрушил их спереди и сзади двигающегося по ним отряда и таким образом не поймал его в ловушку.
Железнодорожная сеть страны исчерпывалась отрезком Среднеазиатской закаспийской железной дороги, прорезывавшим Западную Бухару на участке от Чарджуя до станции Зерабулак, и ответвлением этой главной магистрали до г. Карши. Прочие железнодорожные линии, только что к концу мировой войны законченные русским правительством на Гузар—Шахрисябз—Керки—Термез, были основательно разрушены местным населением во время большого антирусского движения 1918 г.

#### Населённые пункты
Крупные населённые пункты в Бухаре были немногочисленны. Политическое и административное значение принадлежало гг. Старая Бухара (столица), Карши, Гузар, Байсун, Душанбе, Куляб. Все города были обычного азиатского типа. В большей или меньшей степени и все города Бухары по своему типу и характеру укреплений приближались к столице.
Стратегическое значение имели железнодорожная станции в городах Чарджуй, Карши — узел путей, лежащий на кратчайшем расстоянии между Афганистаном и Туркестаном, Керки, конечная станция железной дороги, укрепление которого замыкало путь по левому берегу р. Амударьи из Афганистана на Чарджуй, с. Дербент у подножья Ак-Кутальского перевала в развилине путей на Восточную Бухару и Термез. Последнее укрепление замыкало удобную переправу из Бухары в Афганистан. В Восточной Бухаре значительным узлом местных путей являлся г. Куляб.

#### Город Старая Бухара и его укрепления
Город Старая Бухара как столица являлся наиболее сильно укреплённым. Укрепления Бухары состояли из массивной зубчатой стены высотою до 10 м и толщиной у основания до 5 м. Хотя стена была сделана из глины с небольшой добавкой камня и кирпича, но от времени она затвердела до очень значительной крепости и могла свободно выдерживать огонь полевой артиллерии. Внутри город представлял собой узкий и запутанный лабиринт улиц, переулков и тупиков, прерывающихся ещё более запутанными и крытыми сверху базарами. Все эти улицы и переулки вели к небольшому открытому пространству в центре города. На этом пространстве возвышалась солидная цитадель четырёхугольного начертания с несколькими весьма высокими и массивными башнями, по местному носившая название «Арк». Башни Арка и ряд высоких минаретов построенных в прошлых веках, значительно поднимаясь над общей массой глинобитных, невысоких построек города, давали противнику ряд хороших наблюдательных пунктов. В наружной стене города имелось несколько ворот в виде узких перекрытых сверху проходов, которые вели внутрь города. На несколько километров в окружности столица была окружена садами, загородными домами, эмирскими летними дворцами с их парками и прудами, огромными кладбищами и глинобитными стенами, что делало характер окружающей местности закрытым и пересечённым. Каган (или Новая Бухара), являвшийся предместьем столицы и лежавший от неё в 12 км, был небольшим городком европейского типа, соединённым со столицей веткой железной дороги и плохим каменным шоссе.

## Ход военных действий

#### Приказ командующего Турфронтом № 3667 от 25 августа 1920

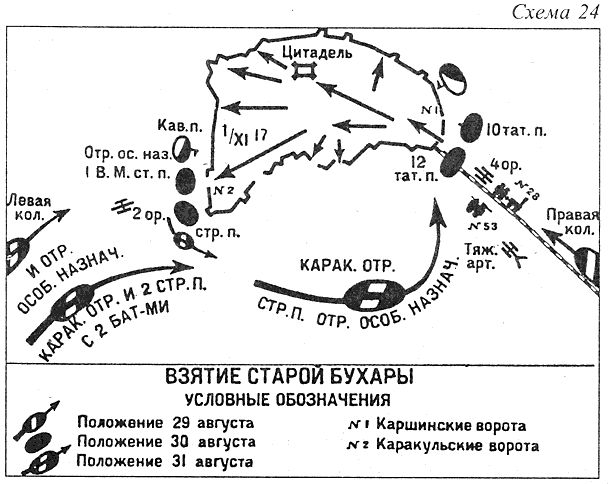
Взятие Старой Бухары, 1920

События в Бухарском эмирате развивались стремительно. 25 августа бухарские коммунисты во главе с находившимся там проездом В. Куйбышевым подняли восстание против Чарджуйского бека и направили в Москву обращение с просьбой о помощи и присоединении. В тот же день командование фронтом отдало свой приказ № 3667, который определил активное содействие Красной армии с вооружёнными силами начавшими восстание внутри эмирата. Политическая цель операции была определена т. Фрунзе как «революционная братская помощь бухарскому народу в его борьбе с деспотией бухарского самодержца». Начало операции назначалось в ночь с 28 на 29 августа. Чарджуйская группа должна была оказать содействие бухарским повстанцам по овладению г. Старым Чарджуем, а затем должна была бросить свою конницу на переправы Нарызым и Бурдалык через р. Амударью, чтобы перехватить всех беглецов, в том числе эмира и членов правительства, если бы они попытались спасаться бегством по этим путям в Афганистан. В этих же целях надлежало захватить г. Каракуль и железнодорожную станцию Якки-тут. Попутно с этими действиями отряда достигалось утверждение революционной власти по Амударье от хорезмской границы до Термеза включительно. Начальник Каганской группы т. Белов, по получении первых сведений о революционном перевороте в Старом Чарджуе, должен был двинуть свои части на столицу и загородный эмирский дворец Ситора Махи Хаса (Махаса), в 5 км северо-восточнее Бухары, где «решительным и сокрушающим ударом уничтожить все военные силы старобухарского правительства и не позволять противнику организовать новое сопротивление». В особую задачу входил захват самого эмира и его правительства. Прочие группы и отряды должны были выполнять задачи, указанные в директиве от 12 августа. Задача Самаркандского отряда расширялась в том отношении, что поступавший в распоряжение этого отряда 7-й стрелковый полк после разгрома группировки противника в районе Шахрисябз-Китаб должен был овладеть районом Карши — Гузар, чтобы помешать остаткам войск Шахрисябзского бека уйти на Шарабад в восточные горные бекства.

#### Штурм Старой Бухары, 29 августа — 2 сентября 1920

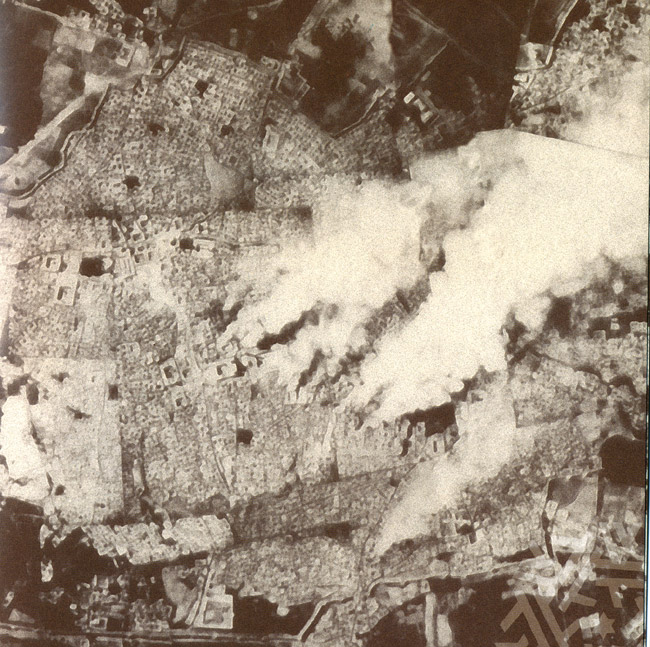
Пожары в Бухаре во время штурма Красной Армией. Фотоснимок с аэроплана, 1 сентября 1920

Дальнейшие события начали развиваться в сроки, предусмотренные этим приказом.
В ночь 28 августа закончилось сосредоточение всех сил Каганского отряда. Тогда же бухарскими революционерами был захвачен г. Старый Чарджуй, а части Чарджуйского отряда т. Никитина двинулись на переправы через Амударью, Наразым и Бурдалык и овладели ими 31 августа.
В то же время особый отряд в составе 5-го стрелкового полка, сводной роты 8-го стрелкового полка и дивизиона 16-го кавалерийского полка был двинут из г. Нового Чарджуя на г. Каракуль.
Каганская группа перешла в наступление между 6 и 7 часами утра 29 августа. Она наступала двумя колоннами.
В состав правой (восточной) входили 10-й и 12-й стрелковые татарские полки, 1-й кавалерийский полк, четыре орудия, 53-й автоброневой отряд, бронепоезд № 28.
Эта колонна наступала от г. Кагана по шоссе и железнодорожной ветке на юго-восточную часть городской стены, где находились Каршинские ворота.
Левая колонна (западная) в составе 1-го Восточномусульманского стрелкового полка, стрелкового и кавалерийского полков отряда особого назначения при двух лёгких орудиях, высадившись в 14 км западнее ст. Каган, наступала на юго-западные Каракульские городские ворота.
Таким образом, наступление было поведено одновременно на 2 противоположных пункта, что нельзя признать правильным, учитывая общую малочисленность сил Красной армии.
Артиллерийская группа, состоявшая из взвода крепостных 152-мм пушек на платформах и 122-мм батареи, должна была поддерживать наступление правой колонны.
Однако в 1-й день наступления она расположилась на предельной дистанции, поэтому её огонь имел малые результаты.
Для обороны каждых из ворот с прилегающими участками городской стены противник располагал силами до 2000 — 3000 бойцов и, кроме того, подвижным резервом вне города, в районе Ситора Махи Хаса (Махаса), в количестве до 6000 — 8000 бойцов.
Колонны медленно продвигались по пересечённой местности, встречаемые огнём и контратаками противника, и в первый день наступления успели лишь приблизиться к городским укреплениям, но не могли овладеть ими.
В таком же положении прошёл и день 30 августа.
31 августа в район Старой Бухары подошёл Каракульский отряд и 2-й стрелковый полк с 2 батареями.
В этот день руководство действиями всех сил над Бухарой было объединено в руках командующего 1-й армией Зиновьева Г. В.
Командование решило главный удар теперь наносить на Каршинские ворота, подготовка штурма которых артиллерийским огнём начата была ещё 30 августа, причём тяжёлая артиллерия была подтянута ближе к городу.
Всего по городу было выпущено 12 тыс. снарядов, в том числе немало и химических.
В течение 31 августа командование группой сосредоточило против Каршинских ворот, вблизи которых в это время была уже пробита брешь, почти все свои силы, оставив в левой колонне только стрелковый полк (1-й Восточномусульманский), сводную роту 8-го стрелкового полка и кавалерийский полк отряда особого назначения.
В 5 часов 1 сентября правая колонна двинулась на штурм Каршинских ворот, который на этот раз закончился успехом: после упорного уличного боя к 17 часам того же дня Старая Бухара перешла целиком в руки советских войск. Однако эмира в городе уже не оказалось.
Ещё в ночь на 31 августа он покинул свою столицу под охраной отряда в 1000 чел. и направился в северо-восточном направлении на город Гыдж-Дуван.
2 сентября М. В. Фрунзе послал В. И. Ленину телеграмму, в которой говорилось:

«Крепость Старая Бухара взята сегодня штурмом соединёнными усилиями красных бухарских и наших частей. Пал последний оплот бухарского мракобесия и черносотенства. Над Регистаном победно развевается красное знамя мировой революции»

#### Действия Каттакурганского и Самаркандского отрядов. Преследование эмира.
Каттакурганский и Самаркандский отряды в это же время успешно справились с возложенными на них согласно директиве от 12 августа задачами.
Дальнейшие операции сводились к организации погони за эмиром и его приближёнными.
Эту задачу первоначально взял на себя командующий 1-й армией Г. В. Зиновьев: он с конным отрядом гнался за эмиром до г. Карши.
Однако эмиру удалось проскользнуть между преследовавшими его красными отрядами и найти себе временное убежище в Восточной Бухаре.
Взятие Бухары и бегство эмира знаменовали победу бухарской революции.
Первым шагом победившей в Бухаре революции явилось провозглашение Бухарской народной советской республики, подобно тому, как это было сделано в Хорезме.

#### Итоги
Операция по ликвидации власти эмира заняла не более недели, причём основная цель операции была полностью достигнута.
Быстрота и энергия, с которыми была проведена операция, и её успех явились результатом тщательной подготовительной работы, которая отличала Фрунзе как полководца.
Бухарской независимости был нанесён решительный удар путём военной агрессии советской России.
Все последующие операции Красной Армии в Бухаре свелись к ликвидации остатков этой независимости.
Пространственность театра и его трудные условия наложили на эти операции свой отпечаток в том отношении, что они сильно затянулись во времени.
В целях окончательного изгнания из пределов Бухары бывшего эмира, засевшего с группой приверженцев сначала в Байсуне, а затем в Душанбе, и советизации Восточной Бухары советские войска, преодолевая все препятствия и неблагоприятные условия местности и климата, в 1921 г. в так называемой гиссарской экспедиции продвинулись вглубь Восточной Бухары и окончательно вытеснили сторонников эмира из пределов Бухарской народной республики.
Однако эта экспедиция, предпринятая в виде рейда 1 кавалерийской дивизии с приданными ей небольшими пехотными частями, не дала прочных результатов в силу отсутствия планомерной работы по политико-административному закреплению тыла.
Колонны красноармейцев, совершив несколько далёких походов в самые глухие места Восточной Бухары, к наступлению осени вынуждены были отойти на зимние квартиры ближе к своим базам, так как в силу плохого обеспечения и организации тыла им начало угрожать стратегическое истощение.
Советскую власть в Восточной Бухаре закрепить не удалось, чем и воспользовались местные противники советской оккупации на следующий год.
В 1922 году местные сторонники независимости, пользуясь расколом в рядах красных сил, вновь пыталась начать активное сопротивление. Руководство этим сопротивлением взял на себя Энвер-паша, один из бывших деятелей младотурецкой партии.
Появившись в Восточной Бухаре ранней весной 1922 года, Энвер-паша пытался увлечь за собой народные массы лозунгами панисламизма и антикоммунизма. Эта попытка поначалу удалась.
Антисоветская деятельность Энвера-паши в Восточной Бухаре была прекращена новым входом туда Красной Армии.
В нескольких боях Энвер-паша был разбит, а в одной из стычек убит.

## Кинематограф
- «Крушение эмирата» (1955, режиссёры Владимир Басов и Латиф Файзиев).
- «Гибель Чёрного консула» (1970, режиссёр Камиль Ярматов).